# Dysdera lagrecai
Dysdera lagrecai är en spindelart som beskrevs av Pietro Alicata 1964. Dysdera lagrecai ingår i släktet Dysdera och familjen ringögonspindlar.
Artens utbredningsområde är Italien. Inga underarter finns listade i Catalogue of Life.